# The Sims 2: University
The Sims 2: University — перше доповнення для відеогри 2004 року жанру симулятору життя «The Sims 2». В Північній Америці вийшло 1 березня 2005. Додає новий віковий період під назвою юність. Досягнувши юності, сіми зможуть поїхати навчатися до університету та отримати диплом по одному із чотирьох спеціальностей. Доповнення «The Sims 2: University» виграло нагороду Editor's Choice.
Схожим доповненням стало «The Sims 3: University Life» для «The Sims 3», яке вийшло 5 березня 2013.

## Розробка
В листопаді 2004 компанія Electronic Arts анонсувала, що планує випустити в березні 2005 перше доповнення для «The Sims 2». Сінджін Бейн, виконавчий продюсер і віце-президент студії Maxis сказав: «Ми дуже раді відкрити цілу нову стадію життя для сімів, дозволяючи гравцям провести їх через всі виклики вищої освіти та університетського життя в гуртожитку, вечірок та екзаменів.» Також він додав, що «Це доповнення буде першим у ряді доповнень, які будуть адресуватися до бажань наших гравців, далі розробляти франшизу The Sims 2 і безперестанно розширювати світ сімів, створюючи майже безкінечний геймплей та можливості для відігрувань історій.»
Університетська тематика була в обговорені ще для «The Sims», проте тодішні технології не дозволяти втілити всі задуми.
Під час розробки «The Sims 2: University» виникла проблема із рендерингом. Розробники хотіла надати гуртожиткам відчуття присутності великої кількості людей на екрані, проте це могло негативно позначитись на технічних вимогах до гри. Через це розробники зробили так, аби NPC зникали, коли заходили до своїх приватних кімнат.

## Ігровий процес
Доповнення «The Sims 2: University» дало сімам можливість грати на нових музичних інструментах: гітарі, бас-гітарі та барабані. Сіми зможуть заробляти гроші, якщо будуть грати на них у людних місцях. Кожний музичний інструмент має три стилі музики, що дає змогу самостійно вибирати, який саме стиль буде виконувати сім. Також сіми можуть співати реп, заробляючи цим сімолеони. У студентів з'явилися багато нових об'єктів, які будуть потрібні для навчання і розваг в університетському містечку.
З'явилася нова вікова фаза життя — юність, яка розміщена між підлітковою та дорослою фазами. Саме під час юності сіми можуть поїхати навчатися до університету. Для вибору представлено три місця для навчання: Sim State University, La Fiesta Tech та Academie Le Tour. Кожен університет має свої унікальні місця. У кожному районі є три житлові типи: гуртожитки, приватні будинки і студентські об'єднання (в Academie Le Tour студентське об'єднання відсутнє). Якщо сіму не вистачає достатньо грошей, він/вона може поселитися в гуртожитку. Якщо дозволяє сімейний бюджет — зняти в оренду приватний будинок. Вибрати факультет для сіма можна на комп'ютері.

### Університет
У студентів є вибір із 11 факультетів: математичний, філософічний, фізичний, політичний, психологічний, художній, біологічний, театральний, економічний, історичний і літературний. Сім повинен завершити 4 роки навчання, щоб здобути вищу освіту. Якщо сім провалить семестрове оцінювання, то повинен буде здати його ще раз. Якщо ж сім провалить і його, то буде змушений покинути навчання і повернутись додому у віковій фазі дорослого. Щоб добре закінчити навчальний рік, сім повинен досягнути максимального рівня успішності навчання у кожному семестрі, написати курсову і в кінці семестру здати екзамен. Також сіму потрібно здобувати деякі навички. Якщо сім будете гарно вчитись, то в кінці навчального року йому дадуть стипендію.
Закінчивши чотири роки навчання, сім можете влаштувати вечірку і опісля виїхати з університету, і таким чином стати на доріжку дорослого життя. Тепер, коли навчання завершено, сім зможете влаштовуватись на роботу на більш високу посаду. У «The Sims 2: University» з'явилися нові кар'єри: мистецтво, шоу-бізнес, природний науковець і парапсихолог.

### Бюджет студентів
Кожен студент приїжджає на навчання з маленькою кількістю сімолеонів і повністю відокремлюється від батьків. Студенти можуть витратити сімолеони на одяг, мобільні телефони, музичні плеєри або на оренду будинку.
Для студентів існує декілька варіантів, щоб заробити сімолеони: гарно вчитись, і отримувати стипендію; грати на музичних інструментах, або співати реп; працювати барменом, або готувати їжу в університеті для інших студентів. Перед приїздом до університету сім може отримати по телефону деякі додаткові кошти. Їхня кількість залежить від кількості навичок сіма. Сіми, які втратили батьків і сіми, яких викрадало НЛО отримують додаткові гроші.

### Таємні спілки
Деякі NPC є членами таємної спілки. Якщо сім подружиться із трьома із представниками таємної спілки, то отримає доступ до спеціального лота.

### Соціальні стосунки
В доповненні «The Sims 2: University» з'явилось багато функцій в спілкуванні між сімами. Наприклад, бої подушками, жарти, різні ігри.

### Нові NPC
У грі також з'явилися нові NPC. Це уболівальники і талісмани команд. І ті, і ті приходять до гуртожитків, або приватних будинків, щоб виконувати танецьВони часто звертаються до сімів, жартуючи з ними, або ображаючи їх.

### Зомбі
Зомбі — новий тип сімів. Коли сім помирає, його родич за допомогою Resurrect O-Nomitron (нагорода за проходження кар'єри парапсихолога) може подзвонити Смерті і попросити оживити мертвого. Якщо сім дасть Смерті замалу суму сімолеонів за послугу, вона оживить сіма у вигляді зомбі. Зомбі мають сіру шкіру, при пересуванні волочать ноги по землі, мають неприємний запах і дуже злий характер.

### Нагороди
За кожну кар'єру сім отримує кар'єрну нагороду. За кар'єру мистецтво — камеру, якою сім може фотографувати будь-що; за кар'єру шоу-бізнес — косметичну машину, яка може повністю змінювати обличчя сімів; за кар'єру парапсихолог — телефон для смерті (Resurrect-O- Nomitron), з допомогою якого можна подзвонити смерті; за кар'єру природний науковець — рослину-корову, яка поїдає сусідів і відає сімам напій, який продовжує життя.

### Одяг
Доповнення також додає новий одяг, який гарно підходить студентам. Це різні кольорові спідниці та сукні для дівчат, штани і футболки для хлопців. Також як і хлопці, так і дівчат з'явився спеціальний одяг для готів.

## Рецензії
| Агрегатор  | Оцінка |
| ---------- | ------ |
| Metacritic | 81%    |

| Видання  | Оцінка |
| -------- | ------ |
| GameSpot | 8/10   |
| GameZone | 8.6/10 |
| IGN      | 8/10   |

Критики позитивно оцінили гру. Агрегатор Metacritic дав доповненню 81 %. Сайт GameSpot оцінив гру у 8 балів із 10.

## Саундтреки
- «Come On» — Steadman
- «This Conversation Is Over» — Acceptance
- «Beautiful Life» — Charlotte Martin
- «Outsider» — The Daylights
- «Sway» — The Perishers
- «Pretty People» — Dexter Freebish
- «Very Very Rich Town» — Go Betty Go
- «Big Sky» — Abra Moore
- «The Compromise» — The Format